# Giuseppe Pagano (magistrato)
Giuseppe Pagano (Palermo, 11 novembre 1877 – Roma, 17 agosto 1967) è stato un magistrato italiano, ultimo Presidente della Corte Suprema di Cassazione del Regno d'Italia e primo della Repubblica Italiana.

## Biografia
Figlio del Conte Giovanni Battista Pagano Guarnaschelli, primo presidente della Corte di Cassazione di Roma dal 14 ottobre 1900 al 31 marzo 1911, Giuseppe Pagano percorse la strada paterna, divenendo presidente di sezione della Suprema Corte di Cassazione nazionale. 
Viene allontanato dalla carriera durante il Regime fascista per aver rifiutato di tesserarsi al Partito fascista e rendere dichiarazione di non essere ebreo.
Successivamente viene riammesso in servizio per decreto luogotenenziale di Umberto di Savoia il 7 settembre 1944 quindi nominato, il 15 settembre del 1945, presidente della Suprema Corte di Cassazione nazionale, il primo dal ripristino delle istituzioni a seguito della Seconda guerra mondiale, col supporto di Palmiro Togliatti, allora Ministro di Grazia e Giustizia. 

### Questione referendaria

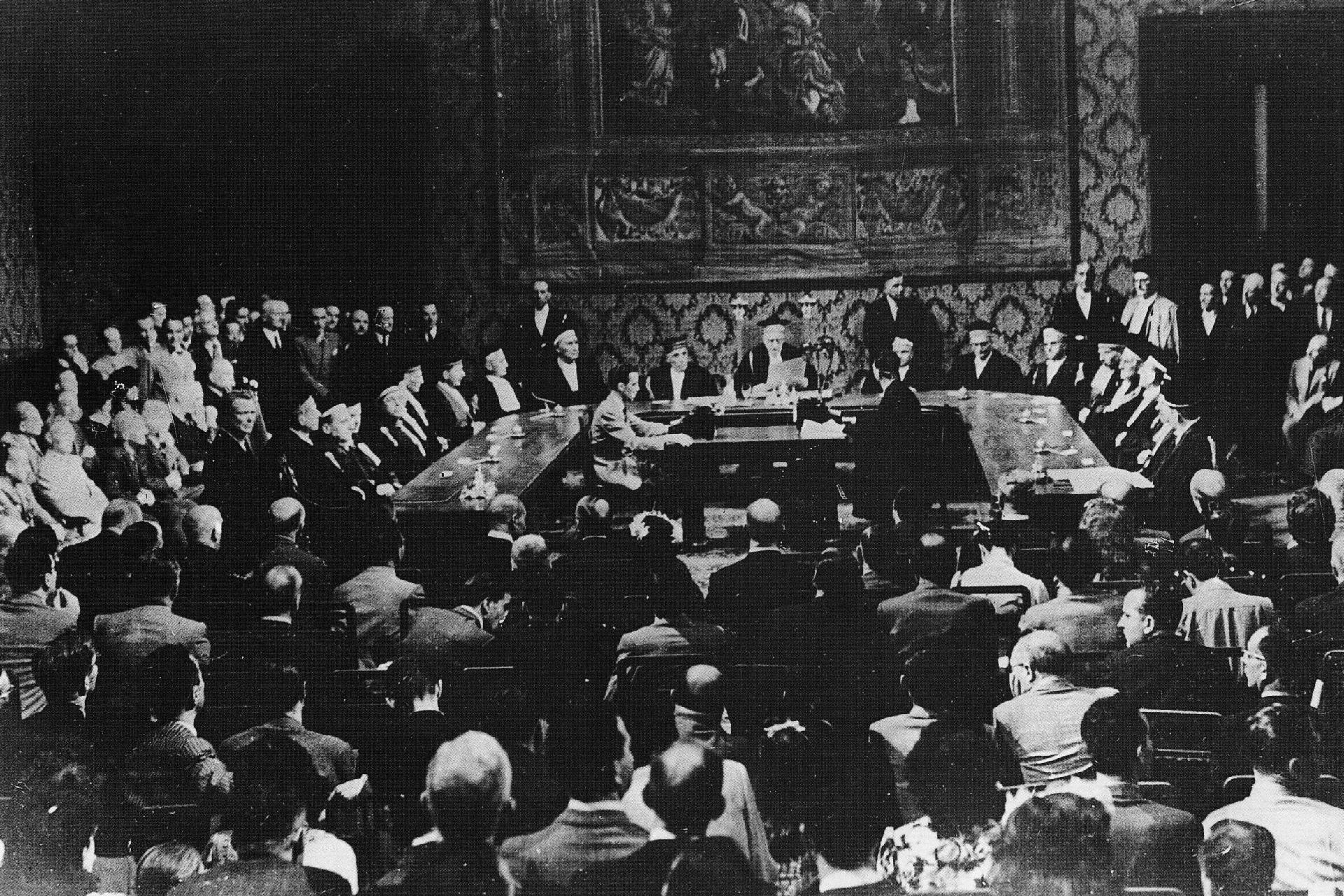
Seduta della Suprema Corte di Cassazione del 10 giugno 1946, presieduta da Giuseppe Pagano, che approvò i risultati del referendum istituzionale.

Come Presidente nazionale della Suprema Corte di Cassazione, Pagano ebbe il compito di comunicare i risultati ufficiali e definitivi del Referendum istituzionale tra Monarchia e Repubblica del 1946. Il 10 giugno comunicò i risultati presso la Sala della Lupa di Montecitorio (12.718.019 i voti per la Repubblica, 10.709.423 per la Monarchia), ma dichiarò: “La Corte, a norma dell’art.19 del d. lgt. 23 aprile 1946 nr.1219, emetterà in altra adunanza (il 18 giugno) il giudizio definitivo sulle contestazioni, proteste, reclami, presentate agli uffici dalle singole sezioni, a quelle centrali e circoscrizionali e alla Corte stessa concernenti le operazioni relative al referendum: integrerà il risultato con i dati delle sezioni ancora mancanti (118 sezioni) e indicherà il numero complessivo degli elettori votanti, dei voti nulli e dei voti attribuiti”.
Seppure il Consiglio dei ministri avesse preso atto della natura parziale di suddetti dati, la notte del 12 giugno il presidente del Consiglio Alcide De Gasperi presentò a re Umberto II un documento con il quale chiedeva che “il Presidente del Consiglio dei Ministri, On. Alcide De Gasperi, eserciti i poteri del Capo dello Stato" ritenendo applicabili le condizioni "di cui all’art. 2 (comma 3), DLL 16 marzo 1946, n. 98, secondo i principi dell’attuale ordinamento costituzionale”. Vista la natura della proclamazione della Corte, il Re rifiutò la firma, dichiarando illegale e prematura la proclamazione di un Governo repubblicano, affermando: “Preferirei, se un trapasso dovesse esserci, nominarla io stesso Reggente civile”.
«La Corte di cassazione adottò a maggioranza di dodici voti contro sette una interpretazione contraria a quella contenuta nel ricorso Selvaggi e nelle conclusioni del procuratore generale Massimo Pilotti. Tra i sette voti favorevoli al ricorso Selvaggi ci fu il mio. Ma l’accoglimento del ricorso non avrebbe mai potuto spostare la maggioranza a favore della monarchia, poteva soltanto diminuire sensibilmente la differenza tra il numero dei voti a favore della monarchia e dei voti a favore della repubblica. Risolta in tal senso la questione, nessuna ulteriore indicazione risultava necessaria, né richiesta dalla legge. Quanto sopra ho chiarito per confermare, seppure ve ne fosse stato bisogno, che la rappresentanza della Corte a me affidata si attenne nell’esercizio della sua delicata funzione all’obiettiva imparziale osservanza della legge.»

— Intervista a Giuseppe Pagano raccolta da Oreste Mosca e pubblicata ne Il Tempo, 25 gennaio 1960. Riportata da Montanelli e Cervi, 1985; e Patria Indipendente, 2004.
Pagano, nel mentre, come sostenuto da Aldo Mola, non aveva che dichiarato di aver fissato solo il 18 giugno, non il 10, il 12 o il 13, per la proclamazione definitiva e ufficiale dei risultati, ma ormai il colpo di mano del governo si era compiuto e il 13 giugno il Re lasciò il paese per l'esilio diffondendo un polemico proclama in cui un passaggio affermava proprio "Di fronte alla comunicazione di dati provvisori e parziali, fatta dalla Corte suprema; di fronte alla sua riserva di pronunciare, entro il 18 giugno, il giudizio sui reclami, e di far conoscere il numero dei votanti e dei voti nulli; di fronte alla questione sollevata e non risolta sul modo di calcolare la maggioranza, io, ancora ieri, ho ripetuto che era mio diritto e dovere di Re attendere che la Corte di Cassazione facesse conoscere se la forma istituzionale repubblicana avesse raggiunto la maggioranza voluta" e ancora "Improvvisamente, questa notte (12 giugno), in spregio alle leggi ed al potere indipendente e sovrano della magistratura, il governo ha compiuto un gesto rivoluzionario, assumendo, con atto unilaterale ed arbitrario, poteri che non gli spettano".
Alla fine, nella riunione che proclamò definitivamente la Repubblica il 18 giugno, Pagano, nonostante fosse Presidente della Corte, votò insieme alla minoranza (così come anche il Procuratore generale della Corte Massimo Pilotti), contro la proclamazione e in favore dell'accoglimento dei ricorsi dei monarchici.  Tale voto contrario nel tempo diede adito a speculazioni che fosse stato motivato dal sospetto di brogli. Tuttavia nel 1960 in un'intervista a Il Tempo di Roma, Pagano confermò che il suo voto era stato motivato dalla necessità di aderire alla procedura prevista per i ricorsi, e che il risultato dell'esame dei ricorsi non avrebbe comunque cambiato l'esito del referendum.
Pagano morì a Roma il 17 agosto 1967.